# La mariscala
La mariscala es el título de una obra literaria del escritor peruano Abraham Valdelomar (Lima, 1915). Es una biografía novelada de Francisca Zubiaga y Bernales, la famosa “Mariscala”, esposa del gran mariscal del Perú Agustín Gamarra, figuras ambas de la política peruana de los primeros lustros de la República (décadas de 1820 y 1830). 
Una versión teatral de esta misma obra y con el mismo título compuso Valdelomar en colaboración de José Carlos Mariátegui (Lima, 1916).

## Detalles de la publicación
Impresa en los Talleres Tipográficos de la Penitenciaría de Lima, en 119 páginas y a dos colores, apareció en enero de 1915, aunque la carátula está fechada en 1914. Fue el primer libro formal publicado por el autor, que hasta entonces había dado a la luz sus crónicas, cuentos y poemas solo a través de la prensa. La portada del libro está impresa en caracteres antiguos, imitando la de los libros coloniales y dice así:

LA MARISCALA/. Doña Francisca Zubiaga y Berna-/ les de Gamarra, cuya vida refie-/ re y comenta Abraham Valdelo-/ mar, en la Ciudad de los Reyes/ del Perú-MCMXIV. Impreso en los talle-/ res tipográficos de la/ Penitenciaría: Lima,/ MCMXIV.

El autor lo dedicó a José de la Riva Agüero y Osma y a la ciudad del Cuzco, la patria de Gamarra y de “la mariscala”.

## Contexto
Después de su estancia en Italia, Valdelomar retornó a Lima y empezó a laborar como secretario del notable polígrafo e historiador  peruano José de la Riva-Agüero y Osma. (1914)  De tan provechosa influencia humanística nació en Valdelomar el interés en profundizar más en la historia del Perú, lo que lo llevó a descubrir personajes verdaderamente novelescos. Sobre todo le llamó la atención la vida de Francisca Zubiaga de Gamarra,  a quién la historia conoce con el sobrenombre de "la mariscala" por sus proezas personales y sus viriles intromisiones en cuarteladas y revueltas de los primeros años de la República peruana. A tan fascinante personaje ya había dedicado varias páginas la escritora francesa Flora Tristán en “Peregrinaciones de una paria”. Todo ello, sumado a sus contactos con parientes vivos tanto del mariscal Gamarra como de “doña Pancha”, hizo nacer en Valdelomar la idea de escribir una biografía novelada, proyecto en el que fue alentado por el mismo José de la Riva-Agüero y Osma. En la tarea de reunir materiales para su redacción, Valdelomar apeló a testimonios escritos y orales, editados e inéditos.

## Crítica
Según Luis Alberto Sánchez, el libro “es una pequeña obra maestra, insólita en un principiante —pues lo era— de veintiséis años.” Destaca la gran fuerza narrativa del relato, que ratificaba la calidad indiscutible que ya había demostrado el autor con sus cuentos “El caballero Carmelo” y “El vuelo de los cóndores”, publicados poco tiempo atrás. Sin embargo en el plano puramente historiográfico no le ve ningún mérito ni aporte. De similar opinión es Jorge Basadre, quien textualmente dice que la obra es un “ensayo honesto en su propósito, bello en su estilo, aunque a veces excesivo en sus alardes retóricos y débil en su documentación, si bien acertado por redescubrir esta interesante figura republicana (la de “la mariscala”).”

## La versión teatral
La versión dramática de “La mariscala” fue compuesta por Abraham Valdelomar y José Carlos Mariátegui (apodados Conde de Lemos y Juan Croniqueur, respectivamente). Según reza en el pie del título, era un “poema dramático… escrito para la Compañía Mario Padín, y para su representación en el teatro Municipal”, hoy Teatro Segura. Constaba de un prólogo y seis jornadas, pero debido a que no fue editada en su momento como libro formal, su texto ha llegado hasta nosotros de manera fragmentada. Algunas escenas fueron divulgadas por el diario El Tiempo (Lima, 4 de septiembre de 1916). 